# Şehzade Mehmed (fils d’Ahmed Ier)
Şehzade Mehmed (en turc ottoman : شہزادہ محمد), né le 11 mars 1605 à Constantinople et mort le 12 janvier 1621 à Constantinople, il est le deuxième fils d’Ahmed Ier, sultan ottoman et de son épouse Kösem.

## Biographie

### Jeunesse
Şehzade Mehmed est né le 11 mars 1605 à Constantinople. Il était le deuxième fils du sultan Ahmed Ier. Sa mère était Kösem. En janvier 1609, Mehmed commence ses études sous la tutelle de Hace Ömer Efendi, avec son frère aîné, Şehzade Osman (futur sultan Osman II).
Selon les observateurs européens contemporains, la mère de Mehmed, Kösem, a eu des idées sur sa succession au sultanat après la mort d’Ahmed. Nasuh Pacha, au cours de son grand viziere (1611-1614), surtout après son mariage avec Ayşe Sultan, fille d’Ahmed et Kösem en 1612, est devenu un proche allié de sa belle-mère, qui pensait apparemment que Nasuh Pasha pourrait être l’aider à assurer la succession de Mehmed.
Après la mort de son père en 1617, quand Mehmed avait douze ans, son oncle le sultan Moustafa Ier monta sur le trône. Cependant, il fut bientôt déposé et remplacé par Osman en 1618.

### Décès
Osman avait demandé à l’Şeyhülislam Hocazade Esad Efendi un avis juridique positif pour exécuter son frère. Cependant, Esad Efendi a refusé de rendre un avis juridique. Le juge en chef de Roumelie Kemaleddin Efendi a plutôt affirmé l’exécution du prince. Et ainsi le 12 janvier 1621,, Mehmed a été exécuté. Lorsque les exécuteurs exécutaient la corde dans son cou, il parlait :

« Osman, je souhaite que vous ne soyez pas béni sur ce trône. »

Douze jours après sa mort, une chute de neige à Constantinople qui a été considérée comme le message d’Allah à Osman qu’il a tué son frère. Osman ordonna l’exécution de Mehmed avant de quitter la capitale pour la campagne polonaise,.
Il a été enterré à côté de son père dans son mausolée situé dans la Mosquée bleue à Istanbul.

## Dans la culture populaire
En 2015, la série télévisée historique turque Muhteşem Yüzyıl: Kösem, Şehzade Mehmed est interprétée par Burak Dakak.